# Stomping Ground
Stomping Ground è il terzo album di studio del gruppo musicale statunitense Goldfinger, pubblicato il 28 marzo 2000 dalla Mojo Records.
È stato considerato un disco più maturo rispetto ai suoi predecessori, come prova anche la cover di 99 Luftballons di Nena. La traccia The End of the Day contiene un breve campionamento di Nazi Punks Fuck Off dei Dead Kennedys.

## Tracce
Testi e musiche di John Feldmann, eccetto dove indicato.
1. I'm Down – 2:08
2. Pick a Fight – 3:25
3. Carry On – 3:21 (John Feldmann, Charlie Paulson, Chris Johnson)
4. The End of the Day – 3:03
5. Don't Say Goodbye – 2:31
6. Counting the Days – 3:29
7. Bro – 2:55 (John Feldmann, Charlie Paulson)
8. San Simeon – 3:22
9. You Think It's a Joke – 3:12 (John
Feldmann, Tim Palmer)
10. Forgiveness – 3:24
11. Margaret Ann – 2:34
12. Get Away – 3:51 (John Feldmann, Charlie Paulson)
13. 99 Red Balloons (Nena cover) – 4:11 (Uwe Fahrenkrog-Petersen, Carlo Karges, Kevin McAlea)
14. Donut Dan – 0:42

## Formazione
- John Feldmann - voce, chitarra, ingegneria del suono
- Charlie Paulson - chitarra
- Kelly Lemieux - basso
- Darrin Pfeiffer - batteria

### Crediti
- Mark Dearnely - ingegneria del suono
- Tim Palmer - missaggio
- Jay Rifkin - produttore esecutivo
- Joe Gastwirt - mastering
- Ryan Bakerink 	- fotografia
- Jeff Bender - fotografia
- Bettina Brunner - fotografia
- Robert Brunner - fotografia
- Alan Forbes - illustrazioni
- Patrick McDowell - A&R
- Dana Pilson - coordinazione
- Adam Redner - design, art director
- Kristine Ripley - art director

## Classifiche
| Classifica (2000) | Posizione massima |
| ----------------- | ----------------- |
| Stati Uniti       | 109               |